# Weinstraße 2 (Volkach)

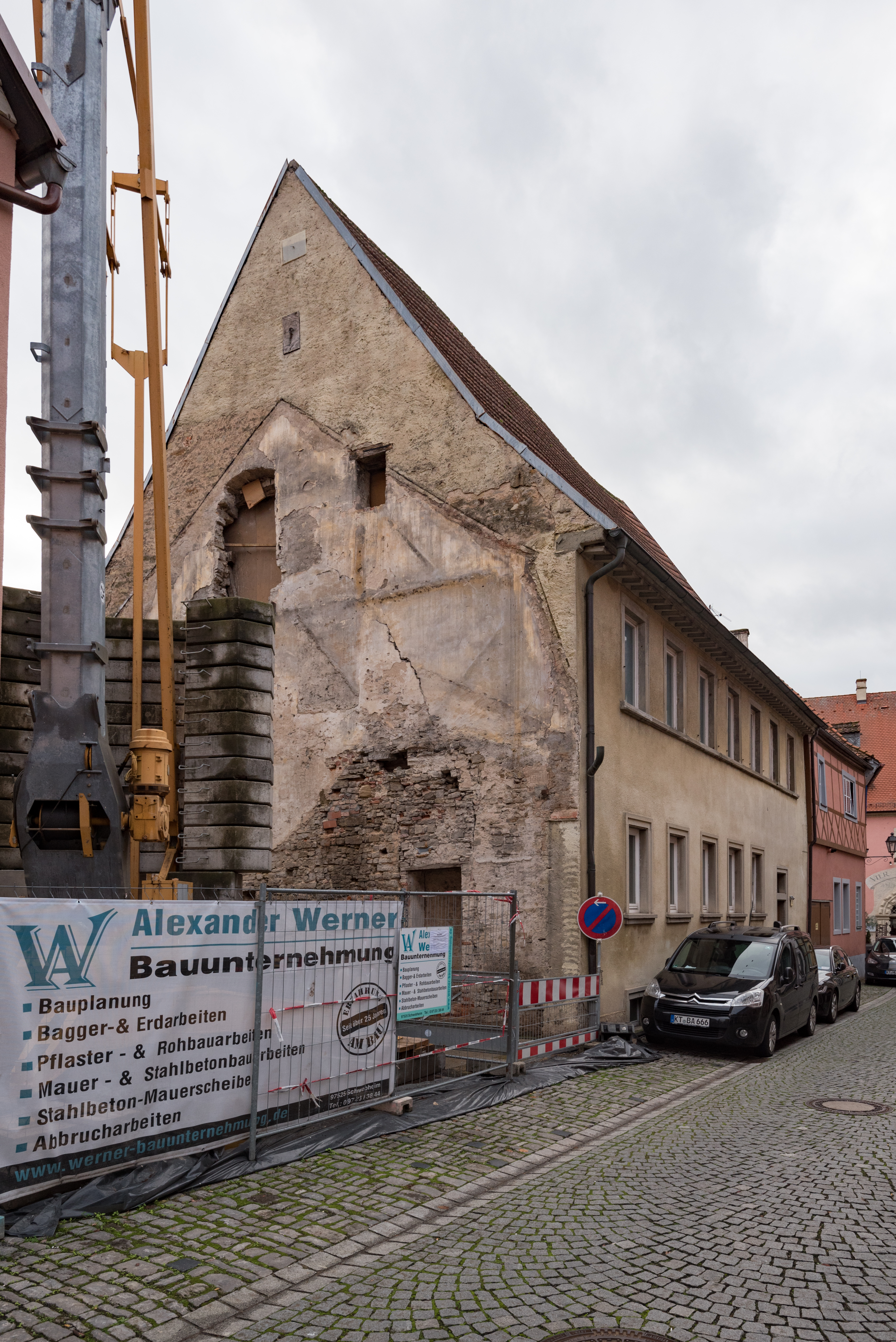
Das Haus Weinstraße 2 in Volkach

Das Haus Weinstraße 2 (früher Hausnummer 251) ist ein denkmalgeschütztes Gebäude in der Kernstadt des unterfränkischen Volkach. 

## Geschichte
Das Haus Weinstraße 2 entstand im Kern bereits in der zweiten Hälfte des 16. Jahrhunderts. Dendrochronologische Untersuchungen ergaben, dass die Hölzer des Obergeschosses bereits 1578/1579 gefällt wurden. Damit gehört das Anwesen zu den älteren erhaltenen Häusern der Volkacher Altstadt. Es entstand, anders als die Häckerhäuser und Winzerhöfe der Umgebung, als reines Bürgerhaus, in dem die Oberschicht der Stadt wohnte. Erstmals urkundlich erwähnt wurde das Haus erst im Jahr 1689.
Damals war es von der Witwe des Georg Kremer bewohnt. Die Grundstücksbeschreibung erwähnt ein Wohnhaus, zu dem ein Garten ebenso gehörte wie eine Hofstatt. Der Besitzerin gehörte außerdem ¼ des gegenüberliegenden Rönerts Hauses (heute Weinstraße 5). Hier waren auch die Scheune und die Viehhaltung zu finden. Georg Kremers Witwe lebte auch noch 1698 im Haus. Eventuell nahm sie auch die Umbaumaßnahmen vor, die durch eine Inschrift im Hausinneren auf das Jahr 1701 datiert werden können.
Erstmals ist 1713 Elisabeth Kremer im Haus nachweisbar. In der Folgezeit wechselten die Hausbesitzer dann häufiger. 1730 wurde die Witwe des Lorenz Martin Schuster hier genannt, 1736 tauchte der Schmied Hans Jörg Grauß auf und 1771 wurde Nicolaus Meißner im Bürgerhaus nachgewiesen. Um 1803 wurde das Grundstück aufgeteilt. Im Vorderhaus lebte der Stadtphysikus Joseph Heßler, im hinteren Teil betrieb Georg Fleck eine Schreinerei. Die Aufteilung zwischen diesen beiden Parteien wurde bis um 1823 praktiziert.
Mit Joseph Manger wurde das Haus dann ab 1839 wiederum nur noch von einer Familie bewohnt. Manger war Zimmerermeister. In einer Beschreibung von 1843 wurde das Haus beschrieben. Es besaß einen eigenen Brunnen, zwei Keller und eine Kelter für die Weinbereitung. Dazu gehörten eine Scheune, mehrere Ställe und ein Hofraum. Joseph Manger vererbte seinen Besitz 1843 an Georg Adam Manger, der noch im selben Jahr verstarb. Die Familie Manger ist auch noch um 1900 in den Räumlichkeiten nachgewiesen. Um 1850 nahm man größere Umbauten vor.
Im Jahr 1906 wurde im Haus ein Maurergewerbe betrieben. Der Maurer Josef Frick lebte im Haus. In der Mitte des 20. Jahrhunderts kam das Haus an die Familie Weinmann und wurde 1951 von Therese Weinmann bewohnt. Die Familie ist noch heute im Besitz des Hauses. Es wird vom Bayerischen Landesamt für Denkmalpflege als Baudenkmal eingeordnet. Untertägige Reste von Vorgängerbauten werden als Bodendenkmal geführt. Das Haus ist Teil des Ensembles Altstadt Volkach.

## Beschreibung
Das Haus präsentiert sich als zweigeschossiger Traufseitbau. Während das Erdgeschoss massiv gemauert wurde, weist das Obergeschoss heute verputztes Fachwerk auf. Das Bürgerhaus schließt mit einem langgestreckten Satteldach ab. Der Umbau in der Mitte des 19. Jahrhunderts führte zu einer grundlegenden Veränderung des Hauses. Insbesondere die Fensterrahmungen wurden vereinfacht. Das langgestreckte Haus besitzt im Obergeschoss sieben Fensterachsen.